# D'V
 (juillet 2019).
Si vous disposez d'ouvrages ou d'articles de référence ou si vous connaissez des sites web de qualité traitant du thème abordé ici, merci de compléter l'article en donnant les références utiles à sa vérifiabilité et en les liant à la section « Notes et références ».
D'V (ディーヴァ, DīVa), ou Deus Vitae, est un manga en trois volumes de Takuya Fujima publié au Japon aux éditions Futabasha. D'V a été publié en français chez Panini Comics.

## Résumé
L'humanité a disparu et le monde est entre les mains des Sélénoïdes, des humanoïdes créées par des Mères, elles-mêmes issues d'un androïde. Mais bien que les Sélénoïdes soient des créatures artificielles, ils ne sont pas égaux devant la vie, certains d'entre eux étant rabaissés au rang d'esclaves pour n'avoir pas eu la chance de venir au monde avec des pouvoirs.

## Liste des tomes
- Tome 1, sorti en français le 4 octobre 2002, format : 127 × 182 mm,  (ISBN 9782845381445)

Suite, semble-t-il, à une erreur humaine, un méga-ordinateur qui renferme tout le savoir des Terriens programme de les exterminer en 2068 à l'aide d'une arme qu'il a lui-même conçue et baptisée Reeb.
- Tome 2, sorti en français le 6 décembre 2002, 188 pages noir et blanc,  (ISBN 9782845381629)

Ash et Lemiu sont sortis de la zone contrôlée par les hommes de Mère Ceisha. C'est l'occasion pour Lemiu de découvrir le monde extérieur et ses surprises. Au cours de leurs pérégrinations, nos deux héros rencontrent Pat, un jeune orphelin dont les parents ont succombé à un mal étrange frappant les Sélénoïdes. Ce début de voyage permettra aussi à Lemiu de découvrir qu'il n'est pas toujours facile d'être un Sélénoïde quand on accompagne un esclave rebelle
- Tome 3, sorti en français le 21 février 2003, 258 pages noir et blanc,  (ISBN 9782845381841)

Malgré l'acharnement de leurs poursuivants et les embuscades, Ash et ses compagnons parviennent à rejoindre le siège de Réo. Mais Lemiu se trouve confrontée au terrible secret de la naissance d'Ash et à une attaque des Sélénoïdes.